# Hakea gibbosa
Hakea gibbosa (лат.) — кустарник, вид рода Хакея (Hakea) семейства Протейные (Proteaceae), произрастает в юго-восточной Австралии. Вид стал инвазивным растением в Южной Африке и Новой Зеландии, где был изначально введён для использования в качестве живой изгороди, став сорняком.

## Ботаническое описание

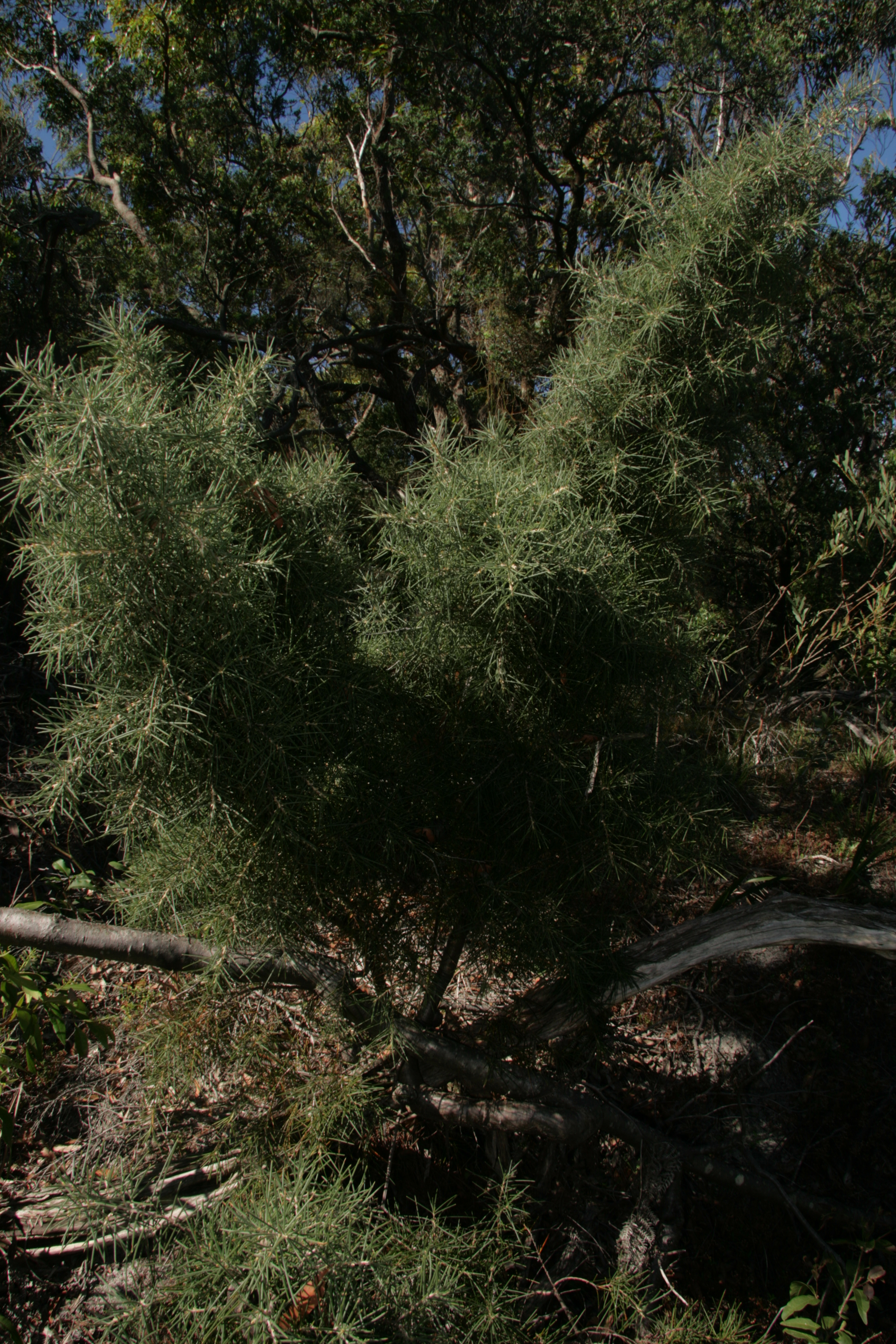
Общий вид растения.

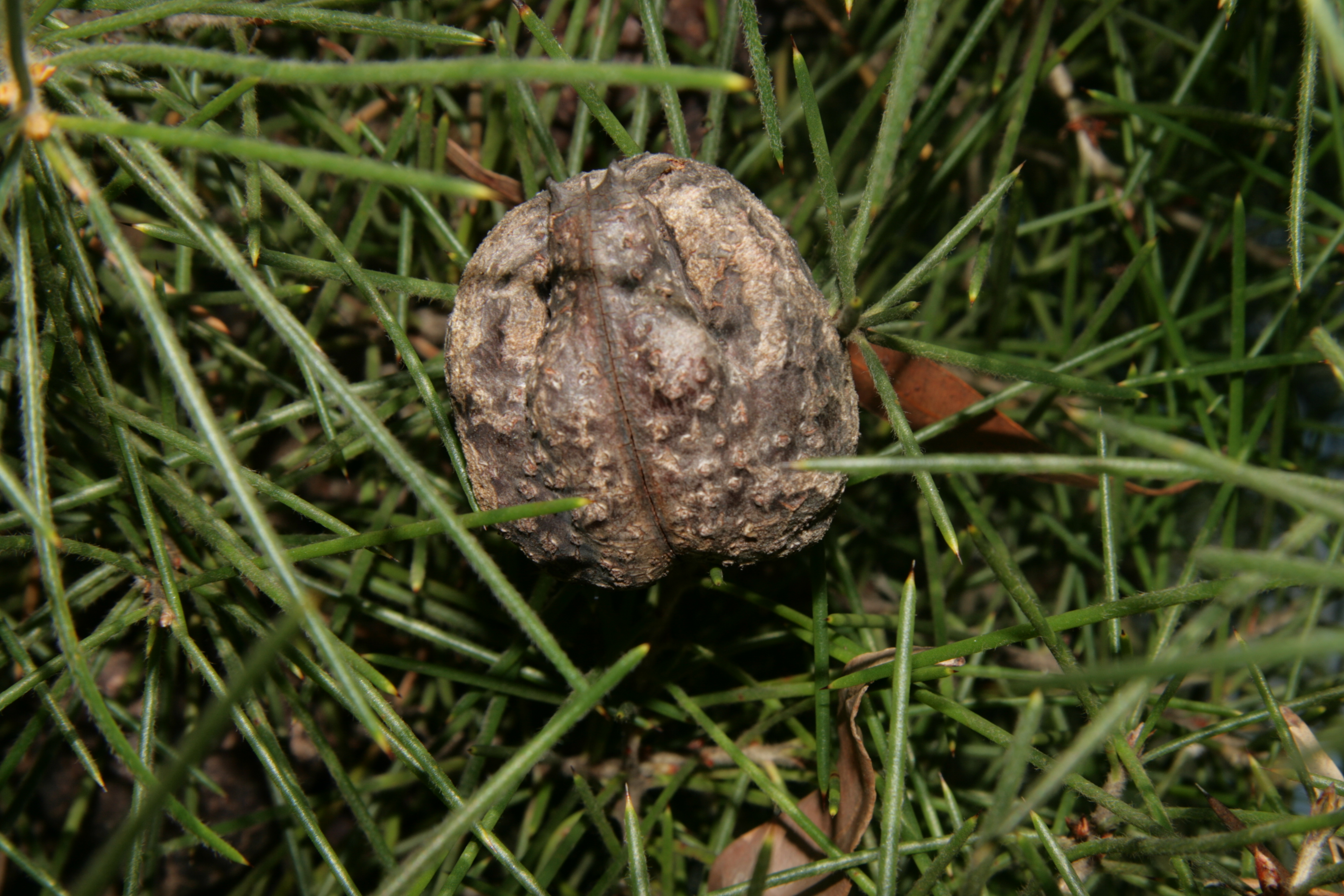
Плод Hakea gibbosa.

Hakea gibbosa — кустарник высотой от 90 см до 3 м. Новые побеги и листья покрыты тонкими волосками. Листья линейные и имеют острую вершину. Цветочные головки, известные как соцветия, вырастают из стеблей и состоят из двух-шести отдельных кремовых цветков. Древесные плоды имеют приблизительно шаровидную форму и длину 2,5—3 см, ширину 2—2,5 см с морщинистой или бородавчатой поверхностью и маленьким «клювом». Каждый плод содержит два семени, высвобождаемых стручком, который открывается после пожара или если родительское растение погибает.

## Таксономия
Вид Hakea gibbosa впервые официально описал английский ботаник и основатель Линнеевского общества Джеймс Эдвард Смит, который назвал его Banksia gibbosa в 1790 году, до того, как испанский ботаник Антонио Хосе Каванильес дал ему нынешнее название в 1800 году. Кроме этого, Ричард Энтони Солсбери дал ему название Banksia pinifolia в 1796 году, которое Джозеф Найт пересмотрел и перераспределил его в род хакея как Hakea pinifolia в своей скандальной работе 1809 года On the cultivation of the plants belonging to the natural order of Proteeae.

## Распространение и местообитание
Ареал H. gibbosa ограничен окрестностями Сиднея в центральном Новом Южном Уэльсе, встречается на песчаниковых хребтах и скалах в пустоши, растёт вместе с Corymbia gummifera, тонкосемянником трёхжилковым (Leptospermum trinervium), Hakea teretifolia, банксией вересколистной (Banksia eric) и Petrophile pulchella.
Растения, найденные в Квинсленде, которые были классифицированы как H. gibbosa, были переименованы в новый вид Hakea actites.
H. gibbosa — растение 1-й категории в списке заявленных сорняков и инвазивных видов для Южной Африки. Вид был также натурализован в северных частях Северного острова в Новой Зеландии.

## Экология
Эта хакея погибает от лесных пожаров и восстанавливается из семян, содержащихся в семенных коробочках в пологе растений. Мелкие птицы используют колючую листву хакеи в качестве укрытия. Семенами питаются траурные какаду.

## Культивирование и применение
H. gibbosa легко культивируется. Хорошо растёт на дренированных почвах при полном солнце, хотя колючая листва растения может быть отрицательным фактором.
В 1999 году камедь хакеи исследовалась для использования в таблетках с замедленным высвобождением лекарственного вещества.